# Obiect zburător neidentificat

Kenneth Arnold

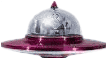
Reprezentare artistică a unui OZN

Obiect zburător neidentificat (OZN) este denumirea generică dată corpurilor zburătoare reale sau aparente care nu pot fi identificate drept ceva cunoscut (fenomen natural sau creație omenească), nici după o investigație de specialitate. Termenul a fost introdus în jurul anului 1950. La ora actuală se preferă termenul de "Fenomen aerospațial neidentificat", întrucât nu totdeauna e sigur că e un obiect și uneori a fost făcute observații de OZN-uri și pe sol, sub apă, dar și în spațiul cosmic. Totuși termenul OZN este prea răspândit pentru a mai fi eliminat. 
Denumirea de "Farfurie zburătoare" a apărut la 24 iunie 1947, când omul de afaceri Kenneth Arnold, zburând singur cu avionul personal peste munții din nord-vestul Statelor Unite, a văzut trecând pe lângă el, cu o viteză incredibilă, câteva „obiecte argintii”, care – spunea el ulterior – săltau precum o farfurioară pe care o arunci razant pe suprafața unei ape. A doua zi ziarele scriau despre “farfurii zburătoare”. 
OZN-urile pot fi lumini nocturne, obiecte diurne, obiecte radar și radar-vizuale. Dacă un OZN este văzut la o distanță mai mică de 150 metri, fenomenul se numește "întâlnire de gradul 1"; dacă, fiind la mai puțin de 150 de metri, lasă și urme (pe sol, pe plante, în ființe vii, pe oameni, în aparatură etc.), vorbim de o "întâlnire de gradul al 2-lea", iar dacă apar și "ocupanți" se numește  "întâlnire de gradul al 3-lea". Mai recent, o presupusă răpire de oameni este numită "întâlnire de gradul al 4-lea".

## Fenomene asociate

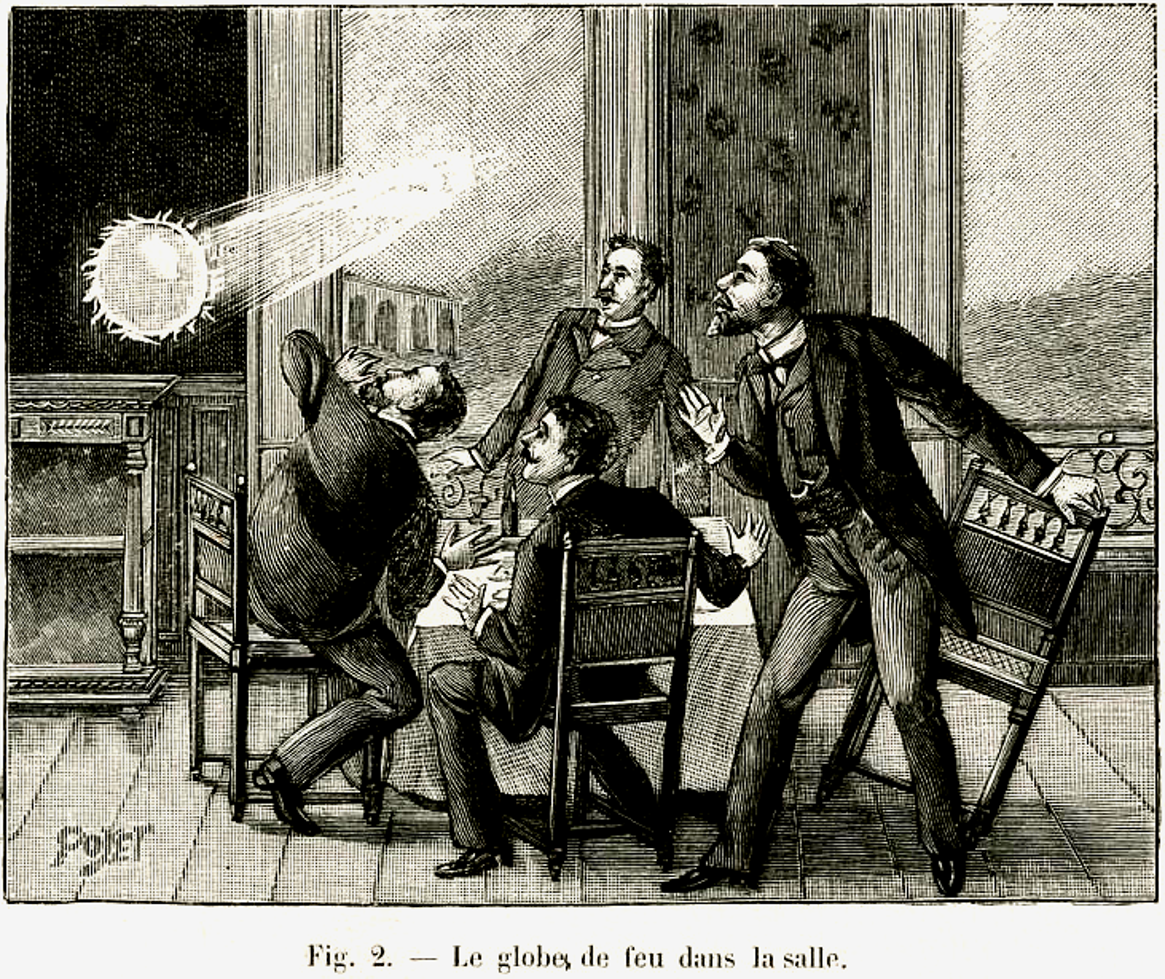
Fulger globular

Adesea sunt luate drept OZN-uri fenomene naturale: planete, bolizi, nori stratosferici (îndeosebi în amurg), fulgere globulare etc. dar și creații omenești: avioane (mai ales experimentale), elicoptere, baloane etc. Există și farse. Cu toate acestea, pentru circa 5-10% din observații, aceste explicații sunt excluse. Din acest motiv se face adesea asocierea între OZN și presupuse nave spațiale aparținând unei tehnologii extraterestre, civilizații subpământene sau chiar demoni. Această ipoteză este respinsă dacă avem în vedere tipul de "extratereștri" comun din filmele și romanele SF, care ar fi călătorit cu navele lor materiale, prin Cosmos, până la noi. Mulți specialiști asociază însă OZN-urile cu civilizații care nu pot fi puse pe același plan cu noi, având un avans de sute de milioane de ani față de pământeni. Există și asocieri cu fenomene religioase, spirituale, folclorice etc. cu care s-au evidențiat multe detalii comune.

## Istoric
Mărturii privind OZN-uri sunt consemnate, în texte, încă din antichitate, fiind văzute și în evul mediu ca și în epoca modernă. Există interpretări conforma cărora și în Biblie apar evenimente legate de fenomenul OZN . În România cele mai vechi consemnări apar în “Cronica Moldovenească”, care scrie că în 8 noiembrie 1517 "semn mare s-a arătat pe cer, că a strălucit din miazănoapte ca o față de om și a stat mult timp și iarăși s-a ascuns în văzduh". În 15 octombrie 1595 desupra cetății Târgoviște, asediată de Mihai Viteazul a apărut “o mare cometă”, care nu a fost văzută nicăieri în altă parte. Există și numeroase observații de la începutul secolului XX.
În timpul celui de al doilea război mondial, piloții din ambele tabereau văzut OZN-uri; americanii le-au botezat "foo-fighters". Câteva mii de "rachete fantomă" au zburat în 1946 deasupra peninsulei scandinave. 
În iulie 1947 a produs o vie emoție anunțul capturării unui OZN prăbușit lângă baza militară de la Roswell. Explicația oficială a fost că s-a prăbușit un balon meteorologic. Peste 30 de ani câțiva martori oculari au dat detalii asupra celor întâmplate. O anchetă din 1995 cerută de Congresul SUA a evidențiat că documentele bazei militare din acea perioadă au fost distruse, dar, contrar reglementărilor, distrugerea nu a fost consemnată, lipsind și numele celui ce a ordonat distrugerea. Au dispărut de asemenea, din muzeul Truman, transcrierile convorbirilor telefonice pentru acele zile.
Oficialitățile (mai ales armata) din SUA, URSS, Franța, Regatul Unit, China și din multe alte țări au fost preocupate de fenomen. Unele arhive recent desecretizate dovedesc aceasta. În SUA și alte țări regulamentele aviației militare prevedeau proceduri riguroase cu ocazia observării unui OZN. S-a practicat descurajarea interesului public pentru acest subiect și uneori discreditarea celor care erau preocupați de subiect, mai ales prin colportarea unor false documente sau filme, privind o pretinsă colaborare între oficialități și extratereștri.
În anii șaptezeci în prim planul atenției au ajuns așa numitele "răpiri OZN". La o conferință din 1992 pe acest subiect, la Massachussetts Institute of Technology au fost supuse examinării 2000 de cazuri inexplicabile.
O a treia direcție interesantă din anii optzeci încoace privește paralela dintre fenomenul OZN, aparițiile religioase, mitologie, personaje folclorice etc. considerând, pe baza multor detalii, că toate acestea ar avea o cauză comună.
World UFO Day Organization (WUFODO) a declarat 2 Iulie „Ziua Mondială a Obiectelor Zburătoare Neidentificate”. Această zi este sărbătorită începând din 2001, annual la 2 iulie și marchează evenimentul ce a avut loc în noaptea de 2 spre 3 iulie 1947 la Roswell.

## Clasificarea OZN-urilor
Observațiile asupra OZN-urilor sunt clasificate în funcție de caracteristicile fenomenului sau ale obiectului care apoi sunt înregistrate sau raportate. Categoriile tipice sunt:
- Farfurie, sau disc în formă de navă, fără propulsie vizibilă sau audibilă.
- Lumini rapide care se mișcă sau lumini cu capacitatea aparentă de a-și schimba rapid direcția si apoi de a se opri brusc
- Nave mari triunghiulare sau cu un model triunghiular din lumină
- Nave în formă de trabuc cu ferestre luminate
- Altele: săgeți, triunghiuri echilaterale, sfere, cupole, diamante, mase diforme negre, cilindri

## Despre contactații OZN
În investigarea fenomenului OZN, problema "contactaților" a fost de regulă marginalizată, din motive firești, considerându-se că ea a făcut mai mult rău decât bine "cauzei". În ultimii ani, ea a fost totuși readusă pe tapet, mai ales în contextul înmulțirii rapoartelor privind  răpirile cu OZN-uri. Dar cine sunt de fapt "contactații"?

### Primul "contactat"
Prototipul "contactaților" poate fi considerat George Adamski (1891-1965). Acesta, în cărțile sale scrise în 1955 și 1961, afirmă că în 20 noiembrie 1952, împreună cu patru însoțitori, a văzut aterizând o navă gigantică, ovală, iar el s-a și întâlnit personal cu unul dintre ocupanții navetei, un ins cu înfățișare omenească, cu păr blond care-i cădea pe umeri. Acesta îi transmite telepatic lui Adamski, între altele, informația că extratereștrii sunt foarte îngrijorați de experiențele nucleare pământene. Adamski afirmă că ulterior a fost luat pe un OZN și descrie o centură de radiații din jurul Pământului, văzută în presupusa lui călătorie cosmică (știința va descoperi abia după câțiva ani centurile de radiații Van Allen, în 1958 ca urmare a misiunilor sateliților Explorer 1 și Explorer 3). Tot el afirmă că, în timpul aceleiași călătorii, i s-a spus despre unii extratereștri care trăiesc deghizați pe Pământ, despre faptul că Pământul este un soi de creșă pentru civilizația noastră, care face abia primii pași ai evoluției sale, despre oameni răpiți de OZN-uri și duși să trăiască pe alte planete. În acest sens, Adamski va întemeia o sectă care să-i întâmpine cum se cuvine pe frații spațiali. Despre OZN-urile pe care le-a fotografiat s-a spus că sunt falsuri, dar acest lucru nu  s-a putut dovedi, cu toate strădaniile depuse, inclusiv recent. S-a mai descoperit că Adamski încercase să întemeieze și înainte de război o sectă, numită "ordinul regal al Tibetului", fiind totodată în relații strânse cu William Dudley Pelley, șeful mișcării fasciste din SUA. Toate acestea au contribuit la discreditarea sa.

### Cazul Adamski
Cazul Adamski a declanșat o adevărată epidemie de "contactați", persoane care au convingerea că sunt aleși de civilizații extraterestre pentru o misiune: în primul rând, să transmită omenirii anumite mesaje, de cele mai multe ori avertismente privind pericolele ecologice, în particular, cele generate de înarmarea nucleară. În scurt timp, numeroase alte persoane, între care asociați sau prieteni ai lui Adamski, se vor declara și ei "contactații". Între aceștia sunt autori de cărți sau întemeietori de secte, că faimosul părinte al bisericii scientologice, L. Ron Hubbard. Merită să menționăm câțiva dintre cei mai cunoscuți "contactați". Astfel, Truman Bethtum, muncitor la construirea șoselelor, a publicat în 1954, la vârsta de 56 de ani, o carte, povestind că, într-o noapte, în zona deșertului Moiave, a fost poftit într-o farfurie zburătoare, unde a făcut cunoștință cu șefa expediției, venită de pe planeta Clarion, o femeie splendidă, numită Aura Rhanes, pe care o va mai reîntâlni și în alte dăți. Un alt faimos "contactat", Daniel Fry, era specialist în rachete și prieten cu Ronald Reagan, viitorul președinte al SUA. Un alt vizitator numit Alan-care îl invită la o călătorie cu farfuria zburătoare i-a transmis lui Fry ca Pământul se îndreaptă către un holocaust nuclear, îndemnându-l să scrie o carte-avertisment în acest sens.

### Frații spațiali

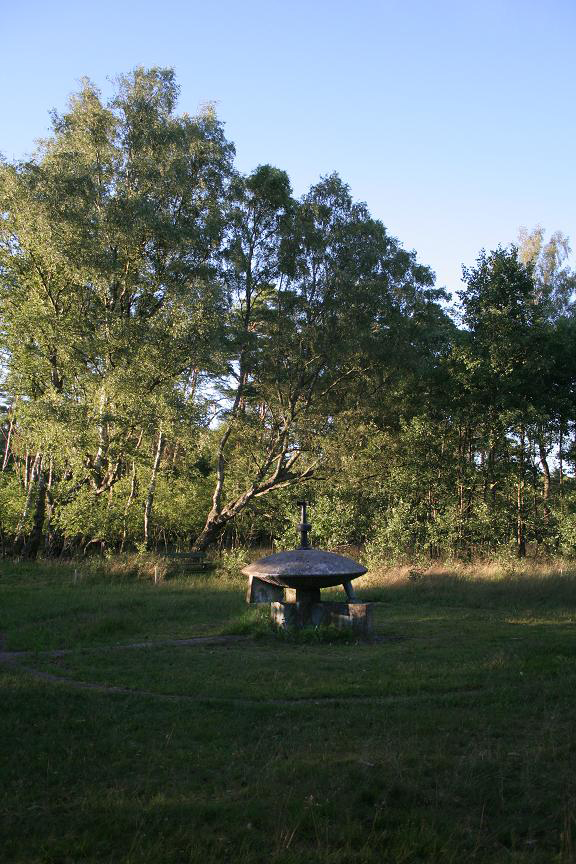
Meomorial OZN în Ängelholm, Suedia

Lui Orfeo Angelucii din Los Angeles, "frații spațiali" îi spun că viziunea materialistă a pământenilor le împiedică dezvoltarea spirituală. La el se întâlnește mai pregnant ideea după care "Frații spațiali" (între care el afirmă că a fost și Iisus Hristos) trăiesc printre noi, neștiuți, pregătind noua eră care va să vină.
"Contactatul" american Howard Meneger,  pictor de firme, a publicat numeroase scheme de mașinării conform unor indicații primite de la extratereștri. Din păcate, prototipurile construite pe baza lor n-au funcționat niciodată.
Taximetristul londonez George King a fost primul "contactat" european. Într-o noapte de mai 1954 el a primit, mental, indicația că va deveni reprezentantul pământenilor într-un așa numit "Consiliu Interplanetar". King înființează, conform acelorași indicații, Societatea Aethrius, mutându-se în California, unde își continua activitatea misionară. Una dintre intervențiile sale insolite este o baterie care se încarcă cu energie spirituală degajată de rugăciunile credincioșilor.
Claude Vorillhon, pilot de curse și ziarist francez, afirmă că, în 1973, la Clermont-Derrand, extratereștrii i-au transmis un mesaj. Între altele, i se explică faptul că extratereștrii au creat specia umană, trimițând apoi pentru îndrumarea lor "contactați" precum: Moise, Buddha, Mohamed sau Joseph Smith (întemeietorul sectei mormonilor). Aceștia continuă să trăiască și la ora actuală pe niște planete pe care și eroul nostru a apucat să le viziteze. Vorillhon, chemat să se alăture acestei serii, își schimbă numele în Raël și va întemeia "secta raelienilor".
Eduard Meier, un fermier elvețian ciung, s-a întâlnit și el cu extratereștrii, prima oară la 28 ianuarie 1975, după care relațiile lor au devenit sistematice. Controversatul "contactat" afirmă că a intrat în legătură cu creaturi din roiul stelar al Pleiadelor, între care cu blonda Semjase, de o frumusețe tulburătoare, în ciuda vârstei sale de 400 de ani. Miezul mesajului primit de el constă în faptul că pământenii trebuie să statornicească singuri pacea și iubirea universală, neajutați de nimeni din afară. În cărțile sale, precum și în cele ale altor autori despre el, au fost incluse câteva sute de excelente fotografii cu OZN-uri. Din păcate, analizate cu calculatorul, imaginile s-au dovedit trucate.
Un alt caz de "contactat" este William Herrmann care, începând cu 18 martie 1979, va fi răpit de repetate ori de OZN-uri venite, aparent, din Zeta Reticuli. Vizitatorii îi spun că se tem că oamenii vor abuza de știința pe care o posedă, recunosc că navele prăbușite la Roswell, Laredo etc. au fost ale lor (radarele pământești le-au dereglat sistemele de ghidare) ș.a. Herrmann este numit un soi de ambasador printre pământeni, dându-i-se în acest sens un paralelipiped din metal pe care scrie "MAN".
Acumularea recentă a mii de rapoarte atent investigate, privind întâlnirile de gradul al IV-lea care conțin un mare număr de elemente ce coincid cu cele relatate de "contactați", complica și mai mult lucrurile. Evident că, și aici, ca în întreaga cercetare OZN, răspunsurile lipsesc. Deci porțile rămân deschise, cât și unor dovezi mai convingătoare.

## Fenomene OZN în România
Cele mai multe dintre cazuri au fost semnalate recent, în era contemporană, însă prezența OZN-urilor pe teritoriul românesc se arată încă din cele mai vechi timpuri.